# 薩利特拉爾區 (蘇亞納省)
薩利特拉爾區（西班牙語：Distrito de Salitral），是秘魯的一個區，位於該國西北部皮烏拉大區的蘇亞納省，始建於1946年6月29日，面積28.27平方公里，海拔高度60米，2005年人口5,892，人口密度每平方公里210人。
4°51′27″S 80°40′52″W / 4.8574°S 80.6812°W